# بيقية
البِيقِيَةُ  أو البَيْقَةُ أو البَاقِيَةُ (باللاتينية: Vicia) جنس نباتي يتبع الفصيلة البقولية المعروفة بقدرتها على تثبيت النيتروجين الجوي من خلال بكتيريا المستجذرة. يضم هذا الجنس حوالي 140 نوعًا أهمها الفول إضافة إلى كثير من المحاصيل العلفية. تعد كثير من أنواع البيقية أعشابًا ضارة حيث تنمو بريًا في كثير من المناطق وفي الحقول الزراعية.

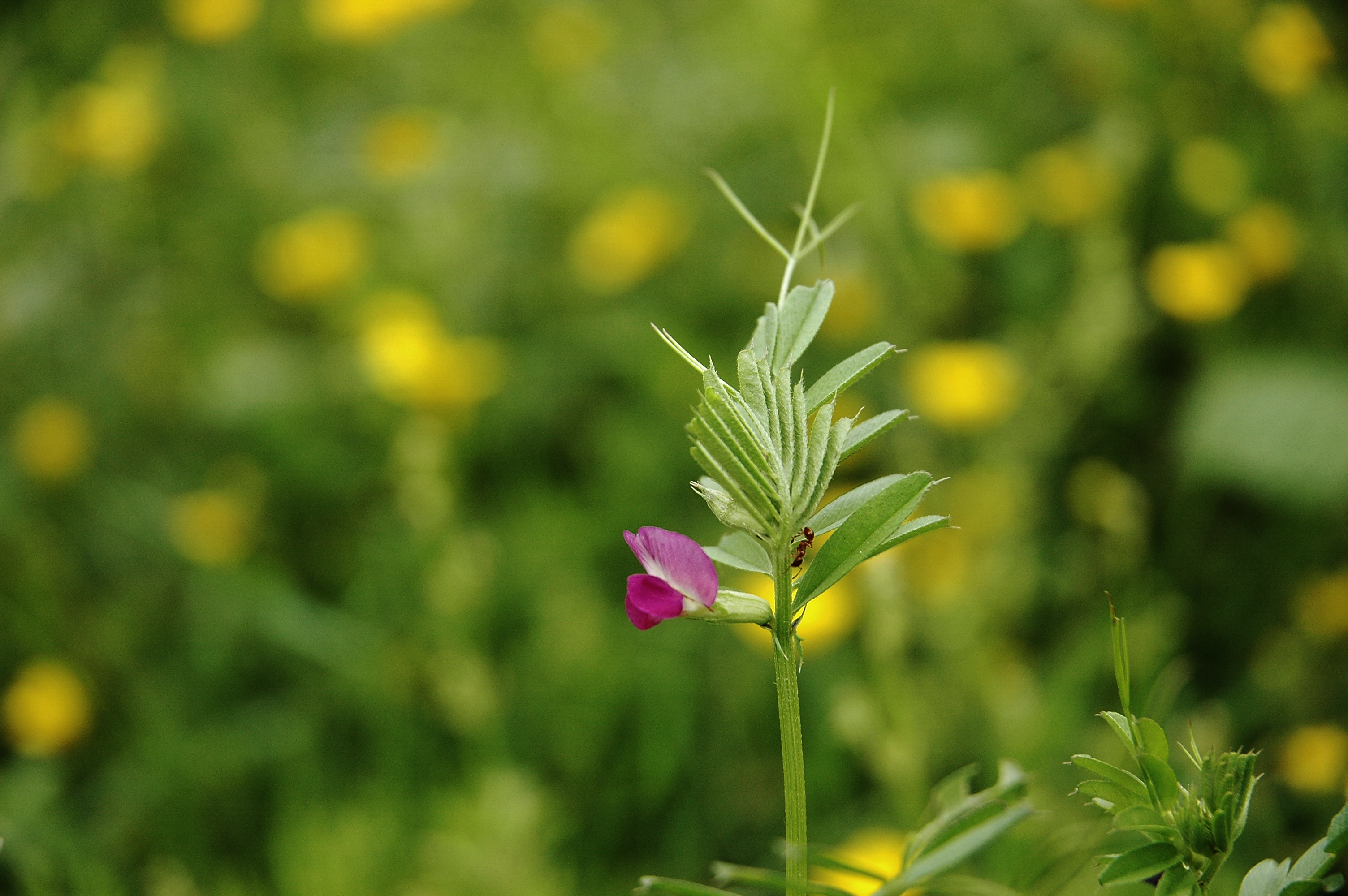
براعم وأزهار البيقية

## من أنواع البيقيةالواطنةفيالوطن العربي
1. البيقية الأجنبية (باللاتينية: Vicia peregrina) في مناطق الوطن العربي المتوسطية ومعظم أوروبا والقوقاز
2. البيقية الأرزية (باللاتينية: Vicia cedretorum) في المغرب العربي
3. البيقية البازلتية (باللاتينية: Vicia basaltica) في بلاد الشام
4. البيقية البانونية (باللاتينية: Vicia pannonica) في المغرب العربي ومعظم مناطق أوروبا
5. البيقية البيثينية (باللاتينية: Vicia bithynica) في بلاد الشام والمغرب العربي ومعظم مناطق حوض المتوسط وحوض البحر الأسود
6. البيقية البنغالية (باللاتينية: Vicia benghalensis) في المغرب العربي وغرب حوض المتوسط
7. البيقية الجليلية (باللاتينية: Vicia galilaea) في بلاد الشام
8. البيقية رباعية الحبوب (باللاتينية: Vicia tetrasperma) في بلاد الشام ومصر والمغرب العربي وكل أوروبا
9. البيقية الربيعية (باللاتينية: Vicia lathyroides) في بلاد الشام والمغرب العربي وكل أوروبا
10. البيقية رفيعة الأوراق (باللاتينية: Vicia angustifolia) في المغرب العربي ومعظم مناطق أوروبا
11. البيقية رقيقة الأوراق (باللاتينية: Vicia tenuifolia) في بلاد الشام والمغرب العربي ومعظم مناطق أوروبا
12. البيقية الرمادية (باللاتينية: Vicia canescens) في بلاد الشام وتركيا والقوقاز
13. البيقية الزغبية (باللاتينية: Vicia pubescens) في المغرب العربي وبعض مناطق جنوب أوروبا
14. البيقية الساطعة (باللاتينية: Vicia fulgens) في المغرب العربي
15. بيقية السياج (باللاتينية: Vicia sepium) في المغرب العربي وكل أوروبا
16. البيقية الشعرية (باللاتينية: Vicia hirsuta) في بلاد الشام ومصر والمغرب العربي وكل أوروبا
17. البيقية الصرية (باللاتينية: Vicia noeana) في بلاد الشام وتركيا
18. البيقية صغيرة الأزهار (باللاتينية: Vicia parviflora) في حوض المتوسط وبعض مناطق أوروبا
19. البيقية الصفراء (باللاتينية: Vicia lutea) في حوض المتوسط والقوقاز
20. البيقية الضبعية (باللاتينية: Vicia hyaeniscyamus) في بلاد الشام
21. البيقية العنبريسية (باللاتينية: Vicia onobrychioides) في المغرب العربي وغرب حوض المتوسط
22. البيقية الفلسطينية (باللاتينية: Vicia palaestina) في بلاد الشام
23. البيقية القبرصية (باللاتينية: Vicia cypria) في بلاد الشام وقبرص
24. البيقية الكاسيوسية (باللاتينية: Vicia cassia) في بلاد الشام وقبرص وتركيا
25. البيقية الكاشوبية (باللاتينية: Vicia cassubica) في بلاد الشام ومعظم أوروبا
26. البيقية الكلخية (باللاتينية: Vicia kalakhensis) في بلاد الشام
27. بيقية كوستا (باللاتينية: Vicia costae) في المغرب العربي
28. البيقية المدببة (باللاتينية: Vicia cuspidata) في بلاد الشام وتركيا واليونان
29. البيقية المرة أو الكرسنة (باللاتينية: Vicia ervilia) في بلاد الشام
30. البيقية المزروعة (باللاتينية: Vicia sativa) في بلاد الشام ومصر والمغرب العربي وكل أوروبا
31. البيقية المفصلية (باللاتينية: Vicia articulata) في مصر وشمال حوض البحر المتوسط
32. البيقية منشارية الأوراق (باللاتينية: Vicia serratifolia) في المغرب العربي وبعض مناطق أوروبا
33. البيقية الموبرة (باللاتينية: Vicia villosa) في بلاد الشام ومصر والمغرب العربي ومعظم مناطق أوروبا
34. بيقية موبرة نويع المزركشة (باللاتينية: Vicia villosa ssp. varia)
35. بيقية موربك (باللاتينية: Vicia murbeckii) في المغرب العربي
36. بيقية مونار (باللاتينية: Vicia monardii) في المغرب العربي
37. بيقية ميشو (باللاتينية: Vicia michauxii) في بلاد الشام وتركيا
38. البيقية الناعمة (باللاتينية: Vicia mollis) في بلاد الشام وتركيا
39. البيقية النربونية أو البيقية الفرنسية (باللاتينية: Vicia narbonensis) في مناطق الوطن العربي المتوسطية وأوروبا والقوقاز
40. البيقية الهجينة (باللاتينية: Vicia hybrida) في حوض المتوسط بما فيه مناطق الوطن العربي المتوسطية
41. البيقية وحيدة السداة (باللاتينية: Vicia monantha) في حوض البحر الأبيض المتوسط
42. البيقية اليوهانية (باللاتينية: Vicia johannis) في بلاد الشام وقبرص وتركيا والقوقاز وشمال حوض البحر الأبيض المتوسط

## من أنواعها الأخرى
1. الفول (باللاتينية: Vicia faba)
2. بيقية أمريكية (باللاتينية: Vicia americana)
3. البيقية البازلائية (باللاتينية: Vicia pisiformis) في معظم مناطق أوروبا
4. البيقية البرانسية (باللاتينية: Vicia pyrenaica) في فرنسا وإسبانيا
5. بيقية التخوم (باللاتينية: Vicia dumetorum) في معظم مناطق أوروبا
6. بيقية حراجية (باللاتينية: Vicia sylvatica) في وسط أوروبا
7. البيقية دقيقة الأزهار (باللاتينية: Vicia minutiflora) في أمريكا الشمالية
8. بيقية سوداء (باللاتينية: Vicia nigricans) في أمريكا الشمالية
9. البيقية كبيرة الأزهار (باللاتينية: Vicia grandiflora) في بعض مناطق أوروبا
10. بيقية المروج (باللاتينية: Vicia orobus) في بعض مناطق أوروبا
11. البيقية المعنقدة (باللاتينية: Vicia cracca) في كل مناطق أوروبا